# Radiación del Ordovícico

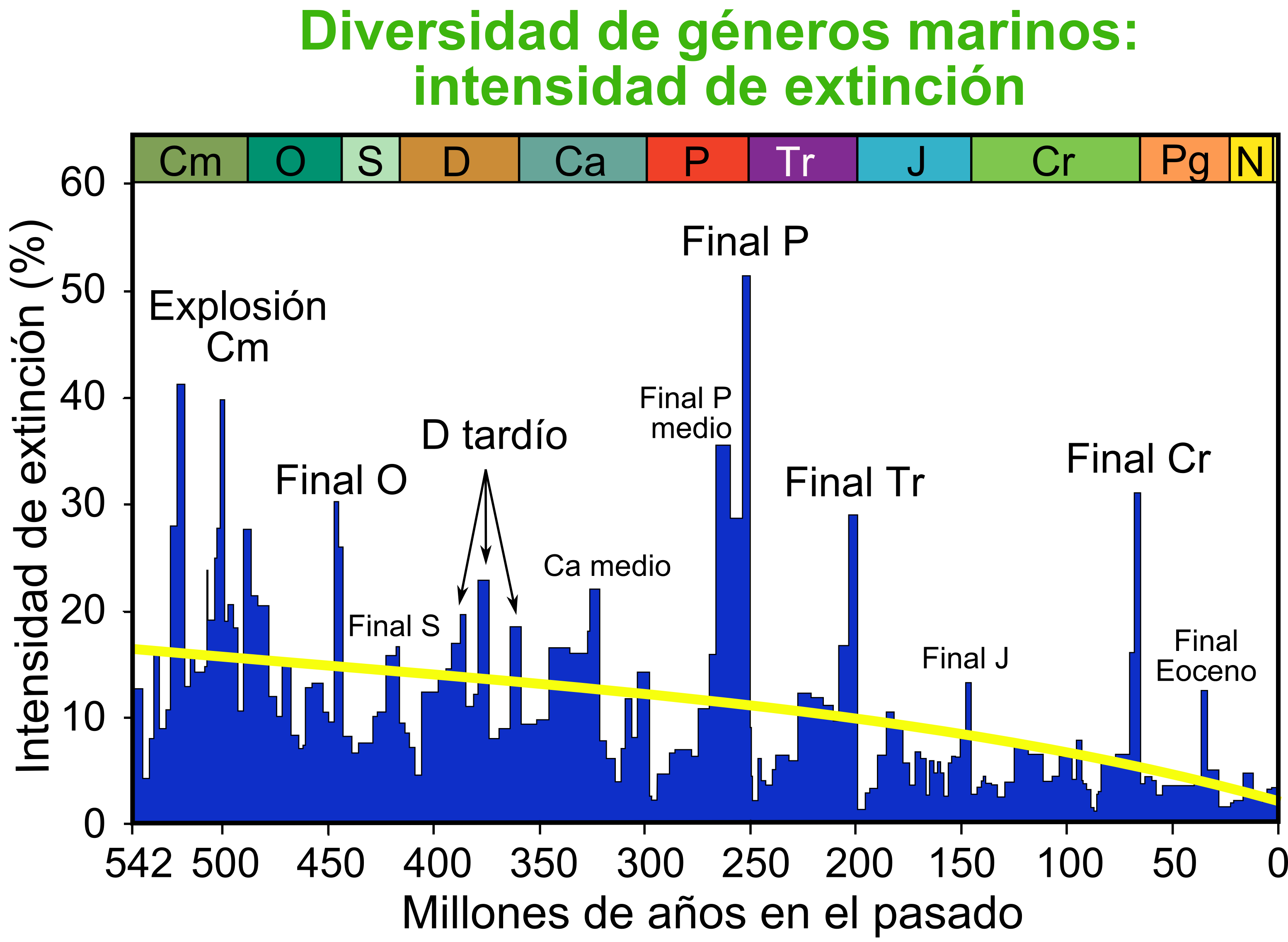
Este gráfico muestra el porcentaje aparente (no el número absoluto) de géneros de animales marinos que se extinguieron durante un intervalo de tiempo. Las columnas “bajas” corresponden a períodos de diversificación, incluido el Ordovícico (“O” verde oscuro, a la izquierda)..

La radiación del Ordovícico, o el gran evento de biodiversidad del Ordovícico (GOBE, por sus siglas en inglés), fue una radiación evolutiva de la vida animal ocurrida a lo largo del período Ordovícico, 40 millones de años después de la explosión cámbrica, por la cual la fauna distintiva del Cámbrico desapareció para ser reemplazada con una fauna paleozoica rica en animales que se alimentaban por filtración y pelágicos.
Siguió a una serie de eventos de extinción masivas del Ordovícico-Silúrico, y la fauna resultante pasó a dominar el Paleozoico relativamente sin cambios. La diversidad marina aumentó a niveles típicos del Paleozoico, y la disparidad morfológica fue similar a la actual. El aumento de la diversidad no fue global ni instantáneo; sucedió en diferentes momentos en diferentes lugares. En consecuencia, es poco probable que exista una explicación simple o directa del evento; la interacción de muchos factores geológicos y ecológicos probablemente produjo la diversificación.

## Causas
Las posibles causas incluyen cambios en la paleogeografía o la actividad tectónica, así como modificaciones en el suministro de nutrientes. Las posiciones dispersas de los continentes, el alto nivel de actividad tectónica/volcánica, el clima cálido y los altos niveles de CO2 habrían creado un gran ecosistema rico en nutrientes, favoreciendo la diversificación. Además, la geografía cambiante llevó a un paisaje más diverso, con entornos más diferentes y aislados, lo que facilitó el surgimiento de la bioprovincialidad y la especiación por aislamiento de poblaciones. Por otro lado, el enfriamiento global también se ha ofrecido como una causa de la radiación, y otra alternativa es que la ruptura de un asteroide llevó a la Tierra a ser golpeada constantemente por meteoritos, aunque el evento meteorológico propuesto por el Ordovícico sucedió hace 467,5 ± 0,28 millones de años. Otro efecto de una colisión entre dos asteroides, posiblemente más allá de la órbita de Marte, es la reducción de la luz solar que llega a la superficie de la Tierra debido a las vastas nubes de polvo creadas. La evidencia de este evento proviene de la abundancia relativa del isótopo helio-3, que se encuentra en los sedimentos oceánicos depositados en el momento del evento de biodiversificación. La causa más probable de la producción de altos niveles de helio-3 es el bombardeo de litio por rayos cósmicos, algo que solo podría haberle sucedido al material que viajó por el espacio. La actividad volcánica que creó la Formación Flat Landing Brook en Nuevo Brunswick, Canadá, puede haber causado un rápido enfriamiento climático y biodiversificación.
Los factores desencadenantes anteriores se habrían visto amplificados por la escalada ecológica, por la cual cualquier nueva especie coevolucionaría con otras, creando nuevos nichos a través de la partición de nichos, la estratificación trófica o proporcionando un nuevo hábitat. Al igual que con la explosión cámbrica, es probable que los cambios ambientales impulsaran la diversificación del plancton, lo que permitió un aumento en la diversidad y abundancia de formas de vida que se alimentan de plancton, incluidos los alimentadores de suspensión en el fondo marino y los organismos nectónicos en la columna de agua.

## Efectos

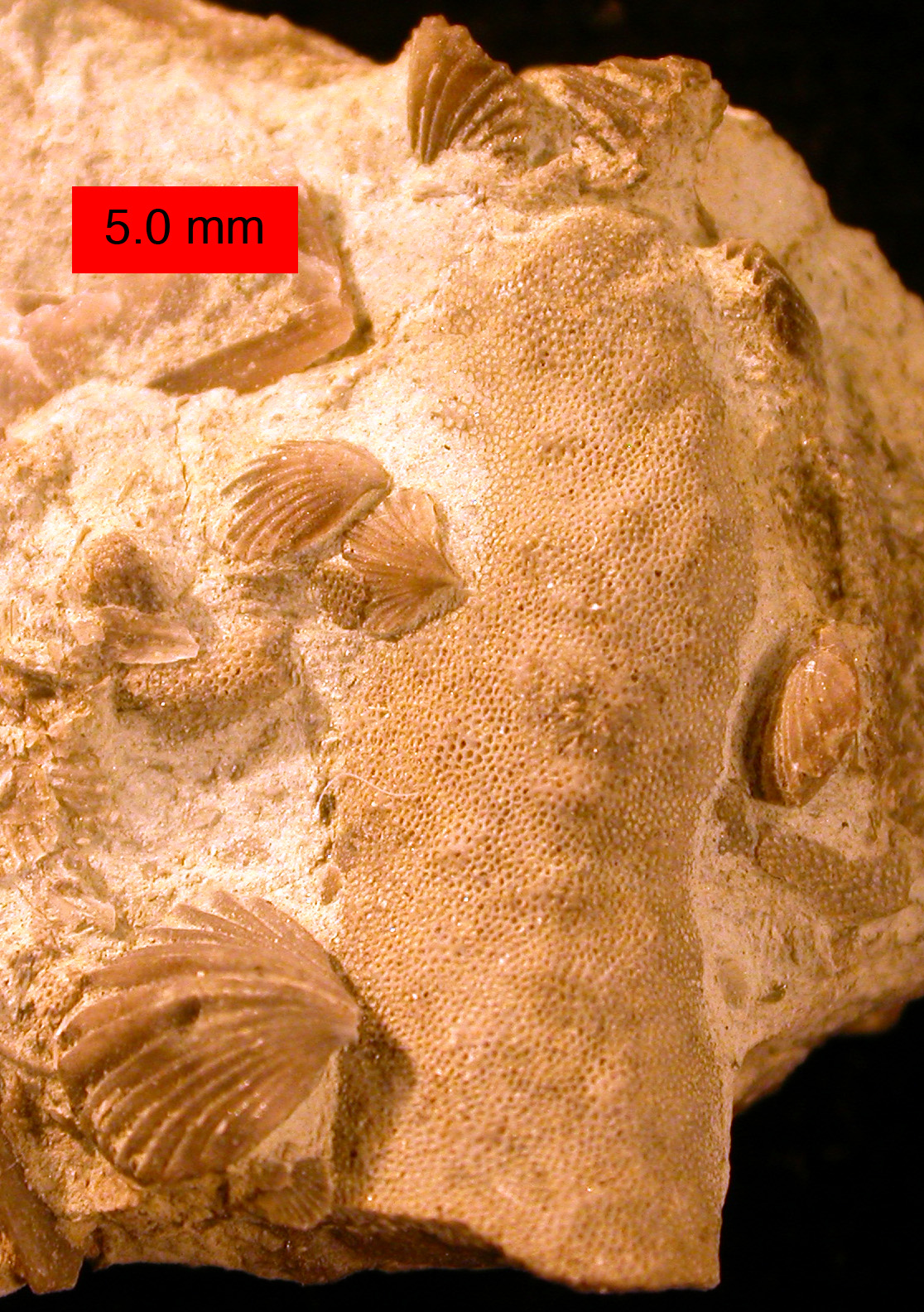
Braquiópodos atrípidos (Zygospira modesta) conservados en sus posiciones originales en un briozoo trepostomo; Cincinnatiano (Ordovícico superior) del sureste de Indiana.

Si se piensa que la explosión cámbrica produjo los filos modernos, el GOBE puede considerarse como el "llenado" de estos filos con las clases modernas (y muchas extintas) y los taxones de nivel inferior. Se considera que el GOBE es uno de los eventos de especiación más potentes de la era fanerozoica, aumentando la diversidad global varias veces.
Las explosiones de diversidad taxonómica notables durante este período incluyen la de braquiópodos articulados, gasterópodos y bivalvos.
La diversidad taxonómica se multiplicó; el número total de órdenes marinas se duplicó y las familias se triplicaron. Además de una diversificación, el evento también marcó un aumento en la complejidad tanto de los organismos como de las cadenas alimentarias. Los taxones comenzaron a tener rangos localizados, con diferentes faunas en diferentes partes del mundo. Las comunidades en arrecifes y aguas más profundas comenzaron a adquirir un carácter propio, haciéndose más claramente distintas de otros ecosistemas marinos. Y a medida que los ecosistemas se volvieron más diversos, con más especies comprimidas en la red alimentaria, resultó una maraña más compleja de interacciones ecológicas, promoviendo estrategias como la clasificación ecológica. La fauna global que emergió durante el GOBE pasó a ser notablemente estable hasta la catastrófica extinción de finales del Pérmico y la subsiguiente revolución marina del Mesozoico.
El registro de acritarcos (la mayoría de los acritarcos eran probablemente algas marinas) muestra la radiación del Ordovícico maravillosamente; tanto la diversidad como la disparidad alcanzaron su punto máximo en el Ordovícico medio. Las cálidas aguas y el alto nivel del mar (que había aumentado de manera constante desde principios del Cámbrico) permitieron que prosperasen grandes cantidades de fitoplancton; la diversificación acompañante del fitoplancton puede haber causado una radiación acompañante de zooplancton y alimentadores en suspensión.
El reino planctónico fue invadido como nunca antes, con varios linajes de invertebrados que colonizaron las aguas abiertas e iniciaron nuevas cadenas alimenticias al final del Cámbrico hasta el Ordovícico temprano.